# Спиров, Михаил Сергеевич
Михаил Сергеевич Спиров (2 июля 1892, Вышегорское — 17 июня 1973, Киев) — советский анатом, лимфолог, профессор Киевского медицинского института. Заслуженный деятель науки Украинской ССР.

## Биография
Родился в селе Вышегорское Сергачского уезда Нижегородской губернии в семье священника. 
В 1917 году окончил медицинский факультет Московского университета. Работал помощником прозектора анатомии Высшей Московской медицинской школы. Ученик В. Н. Тонкова. В дальнейшем — помощник прозектора, а затем и прозектор анатомии Киевского медицинского института (КМИ). Затем старший прозектор анатомии Ленинградской военно-медицинской академии, старший ассистент кафедры анатомии Ленинградского педагогического института имени Герцена. В 1930 году Учёный совет Киевского медицинского института избрал его заведующим кафедры нормальной анатомии. Звание профессора было присвоено в 1932 году. В 1937 году присуждена учёная степень доктора медицинских наук. Был председателем Киевского областного научного общества анатомов, гистологов и эмбриологов.
Похоронен в Киеве на Байковом кладбище, участок № 11.

## Педагогическая и научная деятельность
Читал в КМИ лекционный курс «Анатомия человека». Исследовал развитие хромафинной и интерренальной систем, пути циркуляции спиномозговой жидкости. Михаил Сергеевич Спиров  поддерживал и развивал научные направления всех своих предшественников, однако наибольших успехов достиг в лимфологии. М. С. Спиров создал большую школу лимфологов, среди его учеников такие исследователи, как А. И. Свиридов, А. А. Сушко, Л. В. Чернышенко, И. А. Кавуненко и др.

Лимфоотток от слепой кишки и червеобразного отростка происходит в лимфатические узлы, расположенные по ходу подвздошно-ободочной артерии. Различают нижнюю, верхнюю и среднюю группы лимфатических узлов этой области. Нижняя группа узлов находится у места деления подвздошно-ободочной артерии на её ветви, т. е. вблизи илеоцекального угла; верхняя располагается у места отхождения подвздошно-ободочной артерии; средняя лежит примерно на середине расстояния между нижней и верхней группой узлов по ходу подвздошно-ободочной артерии. Лимфа от этих узлов вливается в центральную группу брыжеечных лимфатических узлов.— М. С. Спиров
В судебной медицине применяется послойное исследование мягких тканей шеи по «методу Спирова», с выделением блуждающих нервов, их образований и сонной артерии.

## Награды
- Заслуженный деятель науки УССР (1943);
- Орден «Трудового Красного Знамени»;
- Орден «Знак Почёта».

## Труды
- Памяти В. Н. Тонкова // Врачебное дело. — 1954, № 12.
- Пособие по препарированию мышц, связок, сосудов и нервов человека / М., 1954.
- Взаимоотношения лимфатических сосудов и узлов брюшной полости человека с серозным покровом // Труды Института экспериментальной морфологии, т. 6, 1957. — С. 141–144.
- Классификация лимфатических узлов брюшной полости человека / Киев, 1959.
- Лимфатические сосуды органов дыхания / Киев: Госмедиздат УССР, 1961. — 162 с.
- Київська анатомічна школа / Киев: Здоров'я, 1965.
- Материалы о морфо-функциональных особенностях лимфатической системы / Киев: Здоров'я, 1966. — 136 с.

## Интересные факты
Вот что пишет в своих воспоминаниях член-корреспондент НАН, академик АМН Украины, профессор И. М. Трахтенберг: «Выпускники института военных лет передавали друг другу восхищенный рассказ — свидетельство очевидцев — о его (М. С. Спирова) эвакуации из Киева. В отличие от своих коллег-профессоров, отбывших в Челябинск обремененными всяческим домашним скарбом, багаж Михаила Сергеевича состоял, в основном, из анатомических препаратов. Среди них — пожелтевшие от времени человеческие кости черепа, позвонки, сочленения конечностей. Так и ехал до самого Челябинска старый профессор в окружении узлов с сухо постукивавшими в них костями, предназначенными для обучения студентов анатомии. Именно по ним на Урале осваивали в последующем студенты курс остеологии».